# Alicia Giménez Bartlett
Alicia Giménez Bartlett (Almansa, 10 giugno 1951) è una scrittrice spagnola, conosciuta principalmente per i suoi romanzi polizieschi che hanno per protagonista l'ispettrice di polizia Petra Delicado.
Le opere di Bartlett, tradotte in quindici lingue, hanno avuto un notevole successo in Francia, Germania, Stati Uniti d'America e Italia.
Ha vinto il Premio Nadal nel 2011 e il Premio Planeta nel 2015.

## Biografia

### Vita
Alicia Giménez Bartlett nasce nel comune spagnolo di Almansa (Albacete), vive la sua giovinezza a Tortosa e dal 1975 si trasferisce a Barcellona. Studia Filologia spagnola presso l'Università di Valencia e successivamente si laurea in Letteratura Spagnola all'Università di Barcellona con una tesi sullo scrittore spagnolo Gonzalo Torrente Ballester, di cui pubblicherà un saggio nel 1981.
Nonostante sia una persona piuttosto riservata e non parli spesso della sua vita privata, Alicia Giménez Bartlett utilizza molti elementi autobiografici nei suoi romanzi.

### Carriera
Inizia la sua carriera all'interno di un ambiente privilegiato, quello della capitale catalana di Barcellona che diede casa ai grandi autori del "boom latinoamericano". Lavora con la nota agente letteraria Carmen Balcells, e nel 1984 pubblica il suo primo romanzo, Exit (Seix Barral).
Nel corso degli anni novanta, dopo la lettura di Quel che rimane della scrittrice statunitense Patricia Cornwell, compie il suo esordio nel campo dei romanzi polizieschi dando vita al personaggio che si rivelerà in seguito la chiave per la sua fama di scrittrice di gialli: l'ispettrice di polizia Petra Delicado, protagonista di ben quattordici tra romanzi e raccolte di racconti polizieschi. La serie, iniziata con Riti di morte (1996), avrà molto successo anche al di fuori della penisola iberica, compresa l'Italia, e le farà guadagnare numerosi premi, tra cui il Raymond Chandler nel 2008.
Dopo la pubblicazione del primo romanzo di Petra Delicado, Alicia si occupa principalmente della redazione della serie, che sarà adattata per la televisione, ma pubblica anche altri romanzi, alcuni saggi e numerosi racconti in collaborazione con autori stranieri.
Con il romanzo Una stanza tutta per gli altri (1997) mette sono attacco, a partire dall'esame della vita privata e delle relazioni sociali intrattenute, ad esempio con la servitù, la figura della scrittrice Virginia Woolf, icona del movimento femminista, notoriamente apprezzata per la sua immagine pubblica rivoluzionaria. Con questo scritto ottiene il premio Femenino Lumen (1997), il suo primo riconoscimento a livello letterario.
Nel 2011 riceve il Premio Nadal per Dove nessuno ti troverà (Donde nadie te encuentre), un romanzo storico sulla vita della rivoluzionaria anti-franchista Teresa Pla Meseguer, alias La Pastora, nascosta nei boschi di Tortosa, presumibilmente violentata nel 1949 dalla Guardia Civil.

## Temi
Alicia sceglie tematiche molto forti per le sue opere e questo perché dimostra di avere a cuore le questioni riguardanti le discriminazioni legate alla sessualità e/o al genere, i pregiudizi sociali che sono causa di emarginazione sociale e non permettono di vivere una vita secondo le proprie scelte.

### Suicidio e Libertà
Il tema viene rappresentato per la prima volta del suo romanzo di esordio, Exit (Spagna, 1984; Sellerio, 2012). Exit è una clinica in cui gli ospiti vanno a morire con eleganza e allegria circondati da un ambiente sfarzoso. Con ironia e leggerezza, Alicia ci conduce nel mondo delle persone che scelgono di morire, ma che non hanno apparentemente un motivo valido per andarsene: il dramma vissuto dagli ospiti non è quello della morte, ma quello della vita e dell’impossibilità di trovare in essa la "gioia di vivere".
Il suicidio è ancora il protagonista, trent'anni dopo, del romanzo Segreta Penelope (2003, Seix Barral), la cui protagonista, Sara, è una ragazza che vive la sua vita con estrema libertà sessuale, all'insegna dell'anticonformismo. Deve però scontrarsi sempre di più con le sue amiche che, pur avendo vissuto in tempi rivoluzionari, dopo la caduta del regime franchista, vivono all'interno di un ambiente borghese che critica per principio l'animo rivoluzionario di Sara. Se da una parte esse manifestano un rifiuto nei confronti dell'amica e del suo stile di vita, in realtà provano invidia della sua libertà, e la spingono a compiere il gesto estremo del suicidio. Si tratta di una critica fervida alla generazione che è stata giovane negli anni Settanta e che, con l'intento di dare una svolta al mondo sulla base di convinzioni rivoluzionarie, è finita con il farsi inghiottire dal sistema che aveva criticato, adottando tutti i cliché e comportamenti sociali di cui si era illusa di liberarsi.
Il tema della libertà è strettamente collegato al precedente tema del suicidio; nei romanzi di Bartlett questa condizione di libertà è cercata fortemente ma è difficilmente raggiungibile per le costrizioni imposte dalla società e dal contesto culturale. Una forma estrema di libertà può essere quella di scegliere la propria morte.

## Ambientazione
Come lei stessa afferma, è solita ambientare i suoi romanzi sempre negli stessi luoghi: un esempio è la serie di Petra Delicado che si sviluppa nella città di Barcellona. Vi sono eccezioni quando si tratta di introdurre personaggi stranieri di altri paesi: in questo caso la scelta del luogo è più ampia e vi è una più accurata attenzione nella sua descrizione.
Per quanto riguarda i romanzi polizieschi, l'ambientazione è situata in periferia e nei sobborghi, ossia in luoghi meno sofisticati e più popolari. Alicia Giménez Bartlett, tuttavia, dichiara di documentarsi relativamente poco prima di cimentarsi nella sua scrittura: non vuole essere come la maggior parte dei suoi colleghi che, attraverso dettagliate descrizioni, creano dirette corrispondenze fra i luoghi in cui i romanzi sono ambientati e quelli reali e visitabili. La scrittrice preferisce far uso della sua fervida immaginazione e creare nuovi scenari che non esistono, ma che le risultano necessari per il racconto.  Alicia predilige il dialogo nelle sue opere e dedica meno spazio alla descrizione dei luoghi proprio per evitare che l'attenzione si concentri su dettagli minori, creando così una scrittura più concentrata sulla descrizione dei fatti.

## Televisione
Nel 1999 è stata girata una serie televisiva di tredici episodi sulle vicende dell'ispettrice di polizia Petra Delicado e Fermín Garzón, il suo abituale compagno di investigazioni. Nel 2018 è iniziata la produzione di una nuova serie slegata dalla precedente, con produttori e attori diversi.
Nel 2020 è stata trasmessa da  Sky Cinema, Sky Atlantic (Italia) e in streaming su Now, la serie TV italiana Petra, ispirata al personaggio di Petra Delicado. È ambientata a Genova anziché a Barcellona e interpretata da Paola Cortellesi e Andrea Pennacchi.

## Opere

### Romanzi e racconti della serie diPetra Delicado
- Riti di morte (Ritos de muerte, 1996), Palermo, Sellerio, 2002, ISBN 88-389-1780-9.
- Giorno da cani (Dia de perros, 1997), Palermo, Sellerio, 2000, ISBN 88-389-1612-8.
- Messaggeri dell'oscurità (Mensajeros de la oscuridad, 1999), Palermo, Sellerio, 2001, ISBN 88-389-1701-9.
- Morti di carta (Muertos de papel, 2000), Palermo, Sellerio, 2002 ISBN 88-389-1746-9.
- Serpenti nel paradiso (Serpentes en el paraíso, 2002), Palermo, Sellerio, 2003 ISBN 88-389-1872-4.
- Un bastimento carico di riso (Un barco cargado de arroz, 2004), Palermo, Sellerio, 2004, ISBN 88-389-1971-2.
- Il caso del lituano[7], Palermo, Sellerio, 2005, ISBN 88-389-2055-9.
- Nido vuoto (Nido vacío, 2007), Palermo, Sellerio, 2007, ISBN 88-389-2204-7.
- Il silenzio dei chiostri (El silencio de los claustros, 2009), Palermo, Sellerio, 2009, ISBN 88-389-2372-8.
- Gli onori di casa (Nadie quiere saber, 2013), Palermo, Sellerio, 2013, ISBN 88-389-2906-8.
- Sei casi per Petra Delicado (Crímenes que no olvidaré, 2015),[8] Palermo, Sellerio, 2015, ISBN 88-389-3408-8.
- Mio caro serial killer (Mi querido asesino en serie, 2017), Palermo, Sellerio, 2018 ISBN 978-88-389-3773-6.
- Autobiografia di Petra Delicado (Sin muertos, 2020), Palermo, Sellerio, 2021, 978-88-389-4144-3.
- La donna che fugge (La mujer fugitiva, 2024), trad. di Maria Nicola, Collana La memoria n.1303, Palermo, Sellerio, 2024, ISBN 978-88-389-4652-3.

#### Raccolte italiane
- Tre indagini di Petra Delicado, Collezione Galleria n.2, Palermo, Sellerio, 2007, ISBN 978-88-389-2262-6. - Milano, Mondolibri, 2009. [contiene: Ritos de muerte; Día de perros; Mensajeros de la oscuridad]
- Altri casi per Petra Delicado, Collezione Galleria n.9, Palermo, Sellerio, 2009, ISBN 978-88-389-2434-7. - Milano, Mondolibri, 2010. [contiene: Muertos de papel; Serpientes en el Paraíso; Un barco cargado de arroz]
- Petra Delicado indaga ancora, Collezione Galleria n.12, Palermo, Sellerio, 2010, ISBN 978-88-389-2519-1. Milano, Mondolibri, 2011. [contiene: El caso del lituano, Nido vacío; El silencio de los claustros]

### Romanzi autonomi
- Exit (Exit, 1984), Palermo, Sellerio, 2012, ISBN 978-88-3892-746-1
- Pájaros de oro, Montesinos, 1987
- Caídos en el valle, Montesinos, 1989
- El cuarto corazón, Versal, 1991
- Vita sentimentale di un camionista (Vida sentimental de un camionero, 1993), Palermo, Sellerio, 2004, ISBN 88-389-2002-8
- La última copa del verano, Grijalbo-Mondadori, 1995
- Una stanza tutta per gli altri (Una habitación ajena, 1997), Palermo, Sellerio, 2003, ISBN 88-389-1903-8
- Segreta Penelope (Segreta Penelope, 2003), Palermo, Sellerio, 2006, ISBN 8838921326
- Giorni d'amore e inganno (Días de amor y engaños, 2006), Palermo, Sellerio, 2011, ISBN 8838930457
- Dove nessuno ti troverà (Donde nadie te encuentre, 2011), Palermo, Sellerio, 2011, ISBN 88-389-2575-5
- Uomini nudi (Hombres desnudos, 2015), Palermo, Sellerio, 2016, ISBN 88-389-3484-3
- La presidente (La presidenta, 2022), Palermo, Sellerio, 2022, ISBN 978-88-389-4408-6

### Saggi
- El misterio de los sexos, DeBolsillo, 2000
- La deuda de Eva, Lumen, 2002

### Racconti
- Modelados en barro, 1998, in Damas del crimen, Que leer, ISBN B.8170-98.
- La frase mai detta (La frase nunca dicha, 2003), in Gli amori che abbiamo vissuto, 2004.
- Negra y criminal, Zoela, 2003 ISBN 84-95756-05-6.
- Un Natale in giallo, Palermo, Sellerio, 2011, ISBN 88-389-2607-7.
- Dignità! Nove scrittori per Medici senza frontiere, Collana Serie bianca, Milano, Feltrinelli, 2011 ISBN 978-88-071-7218-2.
- Vero amore, in Aa. Vv., Ferragosto in giallo, Palermo, Sellerio, 2013, ISBN 88-389-3074-0.
- Regalo di Natale, Palermo, Sellerio 2013, ISBN 88-389-3121-6.
- Carnevale diabolico, in Aa. Vv., Carnevale in giallo, Palermo, Sellerio 2014, ISBN 88-389-3139-9.
- Vacanze in giallo, Palermo, Sellerio, 2014, ISBN 88-389-3193-3.
- La scuola in giallo, Palermo, Sellerio 2014, ISBN 88-389-3256-5.
- Turisti in giallo, Palermo, Sellerio, 2015, ISBN 88-389-3376-6.
- Il calcio in giallo, Palermo, Sellerio, 2016, ISBN 88-389-3520-3.
- Storie di Natale, Palermo, Sellerio, 2016, ISBN 88-389-3571-8.

## Riconoscimenti
- 1997, Premio Femenino Lumen per Una stanza tutta per gli altri
- 2004, Premio Internacional "Ostia, mare di Roma" per Una stanza tutta per gli altri
- 2006, Premio Women Fiction Festival de Matera Award (Italia) con la saga Petra Delicado
- 2006, Premio Grinzane Cavour (Noir) per il miglior romanzo straniero con Un bastimento carico di riso
- 2008, Premio Raymond Chandler con la saga di Petra Delicado
- 2009, Premio Internazionale Fregene
- 2011, Premio Nadal con Dove nessuno ti troverà
- 2014, Premio Pepe Carvalho
- 2015, Premio Planeta con Uomini Nudi
- 2015, Premio Pepe Carvalho
- 2015, Premio de la Asociación de Librerías de Bizkaia Farolillo de Papel especial
- 2015, Premio José Luis Sampedro / Getafe Negro